# Estació d'esquí de Manzaneda
Manzaneda, també coneguda com a Cabeza de Manzaneda, és una estació d'esquí situada a la part oriental de la província d'Ourense, a Galícia, essent l'única que hi ha en aquesta comunitat. Es troba dins del Massís Galaic, entre els municipis de Manzaneda i A Pobra de Trives.

## Descripció
És una petita estació d'esquí orientada a l'oci i a l'esquí familiar i tranquil, la més occidental d'Europa. Es troba dins d'una gran pineda de més de 2.000 hectàrees que li donen una gran bellesa, sobretot a l'hivern. No disposa d'una gran extensió de pistes (15,5 km), però ofereix també itineraris fora de pistes entre boscos de pins.
Va ser una de les primeres estacions d'esquí d'Espanya en apostar per la desestacionalització i oferir un ampli ventall d'activitats per a gaudir de la muntanya durant tot l'any.

## Serveis

### Hivern
Com a estació d'esquí disposa de les següents instal·lacions i serveis:
- 16 pistes homologades d'esquí alpí de diverses dificultats i d'esquí de fons
- Snow Park (XabaPark) amb diferents mòduls
- 4 telesquís i 2 telecadires de quatre i sis places, que permeten desplaçar uns 7.600 esquiadors cada hora.
- Piscina climatitzada, sauna i hidromassatge.
- Escola d'esquí
- Lloguer de material d'esquí i snowboard

### Estiu
- Pavelló poliesportiu de més de 1.000 metres quadrats
- Piscina climatitzada, sauna i hidromassatge.
- Rocòdrom exterior
- Zona d'aprenentatge i passeigs a cavall
- Circuit de karts
- Camp de golf rústic de 6 forats
- Camp de futbol 11 i camp de futbol 7, ambdós d'herba.
- Tir amb arc
- Pistes de tennis
- Pistes de footing i senderisme senyalitzades, pel mig del bosc, al voltant del nucli de l'estació
- Parc multiaventura
- Lloguer de quads i BTTs